# Belba servadeii
Belba servadeii är en kvalsterart som beskrevs av Lombardini 1963. Belba servadeii ingår i släktet Belba och familjen Damaeidae. Inga underarter finns listade.